# Final Battle (2010)
Final Battle 2010 foi a oitava edição do evento Final Battle, produzido pela empresa de wrestling profissional Ring of Honor. Foi realizado na cidade de Nova Iorque e teve no evento principal a incrível "Fight Without Honor" entre Kevin Steen vs. El Generico.

## Resultados
| No.                                      | Resultados | Estipulações                                                                                    | Duração |
| ---------------------------------------- | --- | ----------------------------------------------------------------------------------------------- | ------- |
| 1                                        | All Night Express (Kenny King e Rhett Titus) derrotaram Kyle O'Reilly e Adam Cole                                                                       | Tag team match                                                                                  | 10:00   |
| 2                                        | Colt Cabana derrotou T.J. Perkins | Singles match                                                                                   | 08:00   |
| 3                                        | Sara Del Rey e Serena Deeb derrotaram Daizee Haze e Amazing Kong                                                                                        | Tag team match                                                                                  | 08:00   |
| 4                                        | Eddie Edwards derrotou Sonjay Dutt | Singles match                                                                                   | 11:00   |
| 5                                        | Homicide (c/ Julius Smokes) derrotou Christopher Daniels                                                                                                | Singles match                                                                                   | 11:00   |
| 6                                        | Briscoe Brothers (Jay e Mark Briscoe) e Mike Briscoe derrotaram Kings of Wrestling (Chris Hero e Claudio Castagnoli) e Shane Hagadorn (c/ Sara Del Rey) | Six-man tag team match                                                                          | 16:00   |
| 7                                        | Roderick Strong (c) (c/ Truth Martini) derrotou Davey Richards                                                                                          | Singles match pelo ROH World Championship                                                       | 30:30   |
| 8                                        | El Generico derrotou Kevin Steen | Unsanctioned Fight Without Honor com a máscara de Generico e a carreira de Steen na ROH em jogo | 31:10   |
| (c) – refere-se ao campeão antes da luta | |                                                                                                 |         |